# Roland Burrage Dixon
Roland Burrage Dixon (6 de noviembre de 1875 - 19 de diciembre de 1934) fue un antropólogo estadounidense.

## Primeros años y educación
Nacido en Worcester, Mass, en 1897 se graduó en la Universidad de Harvard, donde luego se desempeñó como asistente en antropología, obteniendo el grado de Ph. D. en 1900. Posteriormente, ocupó cargos como instructor y, después de 1906, como profesor asistente, ascendiendo a profesor en 1915. Dixon pasó toda su carrera en Harvard.

## Museo Peabody
En 1904, Dixon se convirtió en bibliotecario del Museo Peabody de Harvard y se le atribuye la creación de una de las bibliotecas antropológicas más completas y funcionales del mundo. En 1909 se convirtió en secretario del Museo Peabody y en 1912 en su Curador de Etnología.

## Influencia de Franz Boas
Dixon estudió lingüística y etnología bajo la supervisión de Franz Boas después de trabajar con Fredric Ward Putnam para obtener su doctorado en Harvard. Dixon trabajó como miembro de la Expedición Jesup del Pacífico Norte de Boas, específicamente con la Expedición Huntington durante las temporadas de campo de 1899-1905 con grupos de nativos americanos en el noreste de California. Los primeros trabajos de Dixon representan algunos de los primeros trabajos inspirados en las opiniones de Boas sobre la cultura. Sin embargo, Boas no articuló completamente sus opiniones sobre la cultura hasta 1911, por lo que el trabajo de Dixon está menos influenciado por las opiniones boasianas que el de muchos de los estudiantes posteriores de Boas. De hecho, las opiniones de Boas y Dixon sobre la cultura chocaron en numerosas ocasiones, en particular, en cuanto a si las culturas modernas de la “Edad de Piedra” podían usarse como análogos para las culturas arqueológicas prehistóricas. Boas se oponía firmemente a esta visión. El enfoque de Dixon hacia las culturas tenía una orientación geográfica y generalmente veía las culturas como entidades estáticas, con cambios principalmente inducidos por la migración. El enfoque geográfico-histórico de Dixon no fue adoptado por ningún antropólogo posterior.

## Colaboración
Dixon fue el colega profesional más cercano del estudiante de Boas, Alfred Kroeber, desde 1897 hasta aproximadamente 1906. Trabajaron estrechamente juntos, coescribieron varios artículos y tenían un acuerdo explícito para no duplicar el trabajo del otro. Dixon se centró en lenguajes y culturas en el noreste de California y en la Sierra Nevada del norte, mientras que Kroeber se concentró en el resto del estado.

## Viajes y trabajo de campo
A lo largo de su carrera, Roland Burrage Dixon llevó a cabo extensas investigaciones etnográficas en diversas regiones, incluyendo Siberia y Mongolia (1901); Nueva Zelanda, Tasmania, Australia y Fiyi (1909); México (1910); el Himalaya, Assam y el Alto Birmania, la península de Malaca y Java, China y Japón (1912-13).

## Ideas sobre raza
Dixon fue influenciado en sus ideas sobre raza por su mentor, Putnam, quien había sido entrenado por Louis Agassiz, y ambos antropólogos del siglo XIX transmitieron una tradición de ver las razas como especies separadas. En su libro de 1923, The Racial History of Man, Dixon se distanció del poligenismo creacionista anterior y adoptó una nueva perspectiva evolutiva, sugiriendo que las razas se originaron a partir de ancestros fósiles diferentes, dando lugar a especies humanas distintas.

## Reconocimiento
En 1910, Roland Burrage Dixon fue elegido miembro de la American Philosophical Society. Fue vicepresidente de la American Academy of Arts and Sciences en 1910-1911 y presidente de la American Folklore Society de 1907 a 1908. Después de 1916, ocupó el cargo de profesor en la Universidad de Harvard. Durante los años 1916-1918, fue miembro de la Comisión Estadounidense para Negociar la Paz en París. El profesor Dixon realizó importantes contribuciones a revistas de antropología y etnología.

## Reputación
Las necrológicas escritas por colegas antropólogos atribuyeron a Dixon una personalidad fría y exigente, con una actitud de "imparcialidad implacable, condena despiadada o aprobación distante."

## Obras seleccionadas
- Maidu Myths (1902)
- The Chimariko Indians and Language (1910)
- Maidu Texts (1912)
- Oceanic Mythology  (mitos de la región de Indonesia, Oceanía y Australia, publicado en 1916)
- Racial History of Man (1923)

## Archivo
Los materiales etnológicos de Dixon, así como sus apuntes de conferencias y materiales de clase, se conservan en los Archivos de la Universidad de Harvard.